# Raphael Holzdeppe
Raphael Marcel Holzdeppe (Kaiserslautern, 28 september 1989) is een Duitse atleet, die is gespecialiseerd in het polsstokhoogspringen. Hij vertegenwoordigde zijn vaderland driemaal op de Olympische Spelen en veroverde in 2013 de wereldtitel.

## Biografie

### Afkomst en jeugd
Holzdeppe werd kort na zijn geboorte door een Duits echtpaar geadopteerd. Hij had daarbij het 'geluk' dat hij in Kaiserslautern opgroeide, in de buurt van de daar gevestigde, grootste Amerikaanse legerbasis in Duitsland. Holzdeppe: "Kleurlingen maken daar deel uit van het stadsbeeld." Zijn afkomst is hem onbekend. "Ik heb mijn biologische ouders nooit leren kennen, heb daar ook geen behoefte aan. Ik heb een mooie jeugd gehad."
Op tienjarige leeftijd begon hij met polsstokhoogspringen. Hij bezocht het Helmholtz Gymnasium in Zweibrücken, waar hij in 2009 zijn diploma behaalde. Sinds de zomer van 2010 studeerde hij vervolgens International Management aan de Hogeschool van Ansbach, een instelling met speciale faciliteiten voor topsporters. Hij is lid van de atletiekvereniging LAZ Zweibrücken en maakte als militair deel uit van de Sportfördergruppe Neubiberg der Bundeswehr, totdat hij na het behalen van zijn wereldtitel in 2013 de militaire dienst verliet en hiermee een punt zette achter de staatssteun die hij tot dan had ontvangen.

### Record en titels
Nadat hij enkele weken ervoor, op 28 juni 2008, in Biberach het wereldrecord polsstokhoogspringen bij de junioren uit 1989 van 5,80 m op naam van de Rus Maxim Tarassov had geëvenaard, veroverde Holzdeppe op de wereldkampioenschappen voor junioren in Bydgoszcz bij het polsstokhoogspringen zijn eerste grote titel. Tijdens de Olympische Spelen van 2008 in Peking eindigde de Duitser vervolgens op de achtste plaats.
Een jaar later werd hij in Kaunas Europees kampioen onder 23 jaar polsstokhoogspringen. Op de Europese kampioenschappen van 2010 in Barcelona eindigde Holzdeppe op de negende plaats.
Tijdens de Europese kampioenschappen onder 23 jaar van 2011 in Ostrava eindigde de Duitser op de zesde plaats. Dat jaar nam hij ook deel aan de wereldkampioenschappen in Daegu; op dit toernooi werd hij uitgeschakeld in de kwalificaties. Op de EK van 2012 in Helsinki sleepte Holzdeppe de bronzen medaille in de wacht. Een maand later herhaalde hij deze prestatie tijdens de Olympische Spelen in Londen.

### Wereldkampioen
In de winter van 2012/13 stapte Holzdeppe van trainer Andrei Tivontschik over op Chauncey Johnson, trainer van onder meer Malte Mohr en Fabian Schulze. Nadat hij aan het begin van 2013 allereerst had deelgenomen aan de Europese indoorkampioenschappen in Göteborg, waar hij als achtste eindigde, behaalde hij in de zomer zijn eerste triomf op het Golden Gala in Rome, waar hij met een sprong over 5,91 tot zijn beste prestatie ooit kwam en voor het eerst wereldrecordhouder en olympisch kampioen Renaud Lavillenie versloeg, die in Rome 5,86 sprong. Hierop volgde het voorlopige hoogtepunt in zijn carrière op de WK in Moskou waar hij, als eerste Duitser, de wereldtitel bij het polsstokhoogspringen veroverde en wederom de huizenhoge favoriet, Renaud Lavillenie, versloeg.
In 2014 ondervond Raphael Holzdeppe een ernstige vormcrisis, waardoor hij reeds in juli zijn wedstrijdseizoen beëindigde. In september besloot hij vervolgens om terug te keren naar zijn familie in de Palts en zich weer bij zijn vorige trainer Tivontschik aan te melden. "Mijn wortels liggen toch in Zweibrücken, heb ik intussen ontdekt", zo legde hij uit.
In het jaar dat volgde was Holzdeppe weer helemaal terug op het niveau van 2013. Nadat hij in juni bij een demonstratie in Bakoe reeds over 5,92 was gesprongen, veroverde hij een maand later zijn eerste nationale titel met een sprong over 5,94, een verbetering van zijn PR. Op de WK in Peking slaagde hij er daarna weliswaar niet in om zijn titel te prolongeren, maar dat was slechts het gevolg van het feit, dat hij er meer pogingen voor nodig had gehad om tot de winnende hoogte van 5,90 te geraken. De Canadees Shawnacy Barber ging in al zijn pogingen in een keer over de lat en won zodoende. Lavillenie moest ditmaal zelfs genoegen nemen met een gedeelde derde plaats.

## Titels
- Wereldkampioen polsstokhoogspringen - 2013
- Duits kampioen polsstokhoogspringen - 2015
- Duits indoorkampioen polsstokhoogspringen - 2017
- Wereldjuniorenkampioen polsstokhoogspringen - 2008
- Europees kampioen U23 polsstokhoogspringen - 2009

## Persoonlijke records
Outdoor
| Onderdeel            | Hoogte | Datum        | Plaats   |
| -------------------- | ------ | ------------ | -------- |
| polsstokhoogspringen | 5,94 m | 26 juli 2015 | Nürnberg |

Indoor
| Onderdeel            | Hoogte | Datum            | Plaats    |
| -------------------- | ------ | ---------------- | --------- |
| polsstokhoogspringen | 5,82 m | 26 februari 2012 | Karlsruhe |

## Palmares

### polsstokhoogspringen
Kampioenschappen
- 2005: NM WK junioren U18
- 2006: 5e WK junioren U20 - 5,30 m
- 2008:  WJK - 5,60 m
- 2008: 8e OS - 5,60 m (in kwal. 5,65 m)
- 2009:  EK U23 - 5,65 m
- 2010: 9e EK - 5,60 m
- 2011: 6e EK U23 - 5,50 m
- 2011: 10e in kwal. WK - 5,50 m
- 2012:  EK - 5,77 m
- 2012:  OS - 5,91 m
- 2013: 8e EK indoor - 5,61 m
- 2013:  WK - 5,89 m
- 2015:  Duitse kamp. - 5,94 m
- 2015:  WK - 5,90 m
- 2016: 15e in kwal. OS - 5,45 m

Diamond League-overwinningen
- 2013: Golden Gala – 5,91 m

## Onderscheidingen
- Europees talent van het jaar - 2008

1983 Serhij Boebka · 
1987 Serhij Boebka · 
1991 Serhij Boebka · 
1993 Serhij Boebka · 
1995 Serhij Boebka · 
1997 Serhij Boebka · 
1999 Maksim Tarasov · 
2001 Dmitri Markov · 
2003 Giuseppe Gibilisco · 
2005 Rens Blom ·
2007 Brad Walker ·
2009 Steven Hooker ·
2011 Paweł Wojciechowski ·
2013 Raphael Holzdeppe ·
2015 Shawnacy Barber ·
2017 Sam Kendricks ·
2019 Sam Kendricks ·
2022 Armand Duplantis ·
2023 Armand Duplantis
- Gemeinsame Normdatei: 1080164634
- World Athletics: 14192581
- Virtual International Authority File: 47145067056866630995